# Super Hits (album d'Alice Cooper)
Pour les articles homonymes, voir Super Hits.
Albums de Alice Cooper
The Life and Crimes of Alice Cooper
(1999) Brutal Planet
(2000)
Super Hits est une compilation d'Alice Cooper réalisé en 1999.

Elle contient des chansons des albums Trash, Hey Stoopid, et The Last Temptation.

## Titres
1. Poison
2. Lost in America
3. Hey Stoopid
4. Why Trust You
5. Love's a Loaded Gun
6. You're My Temptation
7. Trash
8. Stolen Prayer
9. Sideshow
10. Might as Well Be on Mars